# Поліщук Тетяна Семенівна
Тетяна Семенівна Поліщук (Вовчок) (20 квітня 1924, с. Деребчин — 9 лютого 2005, там же) — Герой Соціалістичної Праці.

## Біографічні відомості
Народилася 20 квітня 1924 року у селі Деребчин (нині — Шаргородський район Вінницької області. Спочатку працювала у колгоспі, потім у радгоспному відділенні ім. Дзержинського. Обрана ланковою по вирощуванню цукрових буряків та пшениці.
У 1947 році, який видався посушливим, ланка Т. С. Вовчок виростила на кожному гектарі по 304 ц цукрових буряків та по 35,31 ц озимої пшениці з площі 9 га.
Указом Президії Верховної Ради СРСР від 24.02.1948 року Тетяну Семенівну Вовчок нагороджено орденом Леніна із врученням Золотої Зірки Героя Соціалістичної Праці.
Разом із чоловіком Поліщуком Михайлом Гавриловичем виховали двох синів — Олега і Володимира.
Померла 9 лютого 2005 року і похована у Деребчині.